# Liste des clochers-murs de la Vienne
Cet article recense les édifices religieux de la Vienne, en France, munis d'un clocher-mur.

## Liste
| Édifice                | Commune                 | Notes             | Coordonnées                        | Photo |
| ---------------------- | ----------------------- | ----------------- | ---------------------------------- | ----- |
| Église Notre-Dame      | Glénouze                |                   | 46° 59′ 42″ nord, 0° 00′ 35″ ouest |       |
| Église Saint-Cybard    | La Grimaudière          | Inscrit MH (1926) | 46° 48′ 30″ nord, 0° 01′ 06″ est   |       |
| Église Notre-Dame-d'Or | La Grimaudière          | Classé MH (1942)  | 46° 49′ 00″ nord, 0° 01′ 27″ est   |       |
| Église Saint-Martin    | Roiffé                  |                   | 47° 07′ 34″ nord, 0° 03′ 06″ est   |       |
| Église Saint-Pierre    | Saint-Pierre-d'Exideuil | Classé MH (1904)  | 46° 09′ 03″ nord, 0° 16′ 11″ est   |       |